# Эпистемическая теория игр
Эпистемическая теория игр (англ. epistemic game theory), иначе называемая интерактивной эпистемологией (англ. interactive epistemology), формализует допущения о верах и знаниях игроков относительно рациональности, поведения оппонентов, их собственных знаний и вер. Эти допущения лежат в основе различных концепций решения — правил, в соответствии с которыми прогнозируется поведение игроков и, следовательно, исход игры. Допущения часто описаны на интуитивном уровне, и эпистемический анализ необходим для строгого обоснование использования или неиспользования конкретной концепции. Эпистемический анализ позволяет уточнить интуитивное описание допущений, выявив их несовершенства и неочевидные следствия, обобщить интуиции и очертить границы применимости концепций. Вместе с тем эпистемическая теория игр не является единственным и исчерпывающим подходом к обоснованию концепций решения, поскольку иногда эпистемические условия чрезмерно сильны. 
Примером множества элементарных событий могут быть стратегии других участников, которые он не наблюдает. Один из центральных элементов эпистемической теории — иерархии вер, с помощью которых формализуются условия рациональности и общей веры в рациональность. Иерархия вер представляет собой счётное множество вер, а именно: веру относительно стратегий других участников, веру относительно их вер и т.д. Один из первых формальных способов построения бесконечной иерархии предложил Джона Харсаньи. Он ввёл структуру типов, которая наделяет каждого из участников множеством возможных состояний (типов). Тип игрока определяется в соответствии с общеизвестным распределением, однако его реализация априори известна только самому обладателю типа, либо неизвестна никому. Тип, в частности, сопоставляет игроку систему вер о стратегиях и типах оппонентов.

## Вера и знание
В эпистемической теории игр существует два подхода к моделированию вер и знаний. Семантический подход основан на теории множеств, синтаксический — на модальной логике.

### Семантическое представление
Пусть имеется множество состояний {\displaystyle \Omega }. Под состоянием понимается исчерпывающее описание актуальных характеристик окружающего мира. Подмножества {\displaystyle \Omega } называются событиями, и множество всех событий обозначается {\displaystyle 2^{\Omega }}. Имеется индивид, чья информация об окружающем мире ограничена. Чтобы смоделировать эту неопределённость вводится оператор возможности {\displaystyle P:\Omega \rightarrow 2^{\Omega }}, сопоставляющий каждому состоянию некоторое подмножество состояний. Находясь в состоянии {\displaystyle \omega \in \Omega }, индивиду известно лишь то, что он пребывает в подмножестве {\displaystyle P(\omega )\subseteq \Omega }. Пара {\displaystyle (\Omega ,P)} именуется шкалой вер.
Индивид знает о наступлении конкретного события только в случае {\displaystyle P\omega \subseteq E}. Оператор возможности {\displaystyle P} обладает двумя свойствами:
{\displaystyle (P1)\qquad \omega \in P\omega }
{\displaystyle (P2)\qquad P\omega \cap \omega '=\emptyset } или {\displaystyle P\omega =\omega '}
Откуда следует, что множества {\displaystyle {P\omega |\omega \in \Omega }} является разбиением {\displaystyle \Omega }. С помощью оператора возможности можно определить оператор знания {\displaystyle KE={\omega |P\omega \subseteq E}}. Он обладает следующими свойствами.
{\displaystyle (K1)\qquad K\Omega =\Omega }
{\displaystyle (K2)\qquad K(E\cap F)=KE\cap KF}
{\displaystyle (K3)\qquad KE\subseteq E}
{\displaystyle (K4)\qquad KE=KKE}
{\displaystyle (K5)\qquad \neg K\neg KE\subseteq E}

### Комментарии
1. ↑  Состояния также называют возможными мирами.

### Соответствие терминов
| Русскоязычный термин | Англоязычный термин        |
| -------------------- | -------------------------- |
| возможный мир        | possible world             |
| оператор вер         | belief operator            |
| оператор возможности | possibility correspondence |
| событие              | event                      |
| состояние            | state                      |
| шкала вер            | belief frame               |